# Восстание Понтиака
Восстание Понтиака (англ. Pontiac's Rebellion) — восстание североамериканских индейцев против Британской империи, охватившее район Великих озёр. Индейцы были недовольны британской колониальной политикой, что и явилось главной причиной восстания, в котором участвовало несколько индейских племён. Восстание получило название по имени вождя племени оттава Понтиака, одного из лидеров индейцев, выступивших против британцев. Активные боевые действия начались в 1763 году — сразу по окончании Семилетней войны, и были спровоцированы командующим британской армией генералом Джеффри Амхерстом, который был склонен считать индейцев завоёванным народом.
В мае 1763 года индейцы атаковали большое количество британских фортов и поселений. В первые несколько недель конфликта все укрепления британцев к западу от Аллеганских гор были захвачены, за исключением Детройта, форта Питт и Ниагары. Сотни прибывших на новые территории европейских колонистов попали в плен или были убиты, многие были вынуждены бежать на восток. Восстание стало одной из самых успешных кампаний индейских народов Северной Америки за три столетия контактов с европейцами. В 1764 году британской армии пришлось провести два крупных наступления, чтобы вернуть инициативу. В конце концов Британия вынуждена была прибегнуть к дипломатии, чтобы утвердить хотя бы номинальную власть над бывшими французскими территориями. Восстание побудило британское правительство изменить свою политику, которая спровоцировала конфликт. Такой исход оказался уникальным в противостояниях между коренными американцами и европейцами. Никогда больше индейское восстание в Северной Америке не увенчивалось подобным успехом. Как отмечает историк Иэн Кеннет Стил, «было достигнуто беспрецедентное равновесие сил, война пришла к патовому состоянию, а мир стал традиционным компромиссом».
В ходе восстания, во время осады форта Питт, произошёл широко известный впоследствии инцидент, когда британское командование форта передало индейцам два одеяла и платок из госпиталя больных оспой, в надежде распространить среди коренных американцев эпидемию. В XX веке этот случай стал иногда трактоваться как первый пример использования биологического оружия.

## Название
Вооружённый конфликт получил название в честь вождя племени оттава Понтиака, самого известного участника восстания. Первоначально для обозначения конфликта использовался термин «Война Кайасуты и Понтиака», так его называли белые жители фронтира. Кайасутой являлось альтернативное произношение имени влиятельного вождя племени минго Гайасуты. Во второй половине XIX века война стала широко известной как «Заговор Понтиака» после выхода в 1851 году одноимённой книги Фрэнсиса Паркмана. Эта книга, на протяжении почти целого века служившая основным исчерпывающим отчётом по этому событию, переиздаётся до сих пор.
В XX веке ряд историков обвиняли Паркмана в преувеличении роли Понтиака в конфликте и считали ошибкой называть вооружённый конфликт в его честь. Фрэнсис Дженнингс в 1988 году писал: «В затуманенном сознании Фрэнсиса Паркмана заговоры исходили от одного дикого гения, вождя оттава Понтиака, и таким образом они стали Заговором Понтиака, но Понтиак был всего лишь местным военным вождём оттава в сопротивлении, в котором участвовало множество племён». Были предложены альтернативные названия войны, но историки продолжают в основном использовать термины «Восстание Понтиака» или «Война Понтиака», при этом некоторые учёные XXI века утверждают, что историки XX века недооценили важность Понтиака, так как именно он организовал успешное сопротивление на протяжении без малого трёх кампаний.

## Предыстория
Британия и Франция несколько раз вели войны на территории Америки, последним из этих конфликтов была война с французами и индейцами, по результатам которой французы уступили британцам Новую Францию. Бо́льшая часть боевых действий этой войны прекратилась после захвата в 1760 году британским главнокомандующим Джеффри Амхерстом последнего важного поселения Новой Франции — Монреаля.
Падение Монреаля не завершило влияние французов в Канаде и не смирило её коренные народы с новым порядком. Хотя долина реки Святого Лаврентия, озеро Онтарио и верховья Огайо номинально были подконтрольны британцам, четыре из Великих озёр — Верхнее, Мичиган, Гурон и Эри — ещё предстояло взять под контроль и договориться об условиях с коренным населением. Британия продолжила занимать военные посты, ранее принадлежавшие французам. Хотя официально война завершилась в 1763 году с подписанием Парижского мирного договора, британская корона ещё до этого начала вводить изменения в привычный уклад вещей на вновь присоединённых землях. Французы долгое время развивали союзные отношения со многими индейскими племенами, но британцы рассматривали их как завоёванные народы. Вскоре коренные американцы оказались недовольны британской оккупацией, так как по мере того, как нужда Британии в индейских союзниках отпадала, пренебрежение к ним становилось всё более открытым.

### Вовлечённые племена
Участвовавшие в восстании Понтиака племена располагались в неопределённо обозначенном регионе Новой Франции, известном как Верхние Земли (фр. Pays d'en Haut). Местные индейцы представляли собой разные племена, которые сами по себе являлись скорее языковой и семейной группой, чем политической единицей; ни один вождь не говорил от лица всего племени, и ни одно племя не действовало в унисон. Так, племя оттава не участвовало в войне единой группой, ряд вождей осудили будущий конфликт и не участвовали в нём.
Исторически, ещё со времён Бобровых войн, эти народы находились в тесном взаимодействии друг с другом и с французскими колониальными властями. По мере уменьшения ирокезской угрозы некоторые племена переселялись на новые земли, отдаляясь от французских поселений и аванпостов, но даже они продолжали рассчитывать на новых союзников в делах торговли и безопасности. Кроме того, часть индейцев Верхних Земель приняла католицизм благодаря деятельности иезуитов, при этом религиозные предводители коренных народов не ощущали угрозу в христианстве. Действия французских иезуитов отличались как от испанцев, силой насаждавших католическую веру, так и от англичан, заставлявших новообращённых протестантов ходить в европейской одежде и говорить на английском языке. В результате католики и язычники жили в непосредственной близости и гармонии. Когда требовалось участие индейских воинов, губернатор Новой Франции лично обращался к их вождям за помощью.
Большое количество индейских племён Верхних Земель сражались на стороне французов в битве при Мононгахеле, которая стала первым крупным сражением против британцев с участием разных коренных народов, образовавших военный союз. Поражение Брэддока побудило присоединиться к индейской коалиции другие народы, такие как минго и западные сенека, которые до этого действовали независимо и имели больше связей с британцами, чем с французами. Победа, одержанная в битве, продемонстрировала военную и политическую силу, которой обладали индейцы Верхних Земель, и внесла немалый вклад в объединение племён и укрепление их связей. Впоследствии эти племена всё чаще действовали совместно, а во время восстания Понтиака примерно та же самая коалиция начала боевые действия против Британии.
Племена Верхних Земель можно разделить на три группы. Первая состояла из населявших регион Великих озёр и говорящих на алгонкинском языке оджибве, оттава и потаватоми, и общавшихся на ирокезском языке вайандотов Детройта. Они длительное время были союзниками французов, с которыми вели торговлю, жили вместе и вступали в брак. Среди этой группы католичество получило наибольшее распространение. Индейцы Великих озёр были встревожены своим переходом под британский суверенитет, после занятия колониальными войсками форта Детройт в 1760 году коренные американцы предупредили их, что «эта страна была дана индейцам Богом».
Вторую группу составляли племена, населяющие восток Иллинойсской Земли: веа, кикапу, майами, маскутены и пианкашо. Они были известны как индейцы реки Уобаш или Уобашская конфедерация. Как и жители Великих озёр, они имели долгую историю торговых и иных отношений с французами. В ходе всей войны британские войска не появлялись на этой территории и некоторые местные аванпосты ещё находились под контролем французских офицеров. Племена уобашской конфедерации последними пришли к соглашению с британцами.
Третью группу составляли племена долины реки Огайо: делавары, вайандоты Сандаски, минго и шауни, мигрировавшие в начале века на эти земли, чтобы избежать подчинения британцам, французам и конфедерации ирокезов. Их привлекали богатые природные ресурсы этой области и удалённость её от европейских колоний. Они, в отличие от двух вышеуказанных групп, не имели большой привязанности к французам, хотя сражались на стороне Новой Франции в предыдущей войне, пытаясь изгнать британцев. Индейцы долины Огайо в итоге заключили с победителями сепаратный мирный договор на условии ухода британцев из их региона. Однако после окончания войны победившая сторона начала укреплять бывшие французские форты, и местные племена в 1763 году предприняли новую попытку изгнать колонизаторов.
Большая часть воинов влиятельной конфедерации ирокезов не участвовала в восстании, так как являлись союзниками британцев через договорную цепь. Однако самая западная нация ирокезов в лице племени сенека разочаровалась в союзе. В начале 1761 года сенека начали призывать индейцев Великих озёр и Огайо к объединению для борьбы с британцами, и с началом восстания в 1763 году многие воины этого племени стали его участниками.

### Политика Амхерста
Британский главнокомандующий генерал Амхерст проводил по отношению к коренным американцам политику, касавшуюся военных вопросов и регулирования торговли мехом. Он считал, что у них не будет другого выбора, кроме как признать факт британского правления и ухода со сцены Франции. Он также оценивал индейцев как неспособных оказать серьёзное сопротивление британской армии, поэтому разместил только 500 из 8000 имевшихся у него солдат в регионе будущих боевых действий. Амхерст и его офицеры не прилагали особых усилий, чтобы скрыть свое презрение к коренным американцам, участвовавшие в будущем восстании представители которых жаловались, что британцы обращаются с ними не лучше, чем с рабами или собаками.
В феврале 1761 года Амхерст распорядился прекратить выдачу индейцам ежегодных подарков, что также было воспринято как знак прекращения дружественных отношений. Дарение подарков было неотъемлемой частью отношений между французами и племенами Верхних Земель. Французы дарили ружья, ножи, табак и одежду для жён вождей, которые потом распределялись между членами племени. Тем самым вожди выстраивали иерархическую структуру в своих племенах и имели основания поддерживать дальнейший альянс с Францией. Амхерст считал эту практику отжившей свой век разновидностью взяточничества, к тому же после войны ему нужно было сокращать расходы. Он полагал, что индейцы должны содержать себя с помощью охоты и рыночных отношений. Охота обеспечит их пропитанием для семей и пушниной для обмена на необходимые европейские товары. Амхерст проинформировал старших офицеров, что индейцы отныне будут снабжаться только провизией в фортах Питт и Ниагара, а распределение прочих товаров должно осуществляться с величайшей предусмотрительностью. Многие коренные американцы расценили это изменение в политике как оскорбление и указание на то, что британцы смотрели на них как на побеждённых, а не союзников.
Амхерст также начал ограничивать количество боеприпасов и оружия, которое торговцы могли продавать индейцам. Французы всегда неограниченно реализовывали эти товары, но британский генерал не доверял коренным американцам, особенно после Войны чикамога 1761 года. Участвовавшее во Франко-индейской войне на стороне англичан племя чероки выступило против своих прежних союзников, не вступая при этом в альянс с французами. Восстание чероки было подавлено благодаря тому, что у индейцев кончился порох, и британское командование приняло меры для прекращения торговли с индейцами оружием и боеприпасами. Амхерст надеялся, что будущие восстания можно предотвратить, ограничив продажу пороха. Поскольку индейцы могли покупать огнестрельное оружие только у белых, а после ухода французских войск они могли получить его лишь от британцев, эти меры были восприняты ими как подготовка к войне. Даже онондага и кайюга, входившие в конфедерацию ирокезов, решили, что британцы планируют их уничтожить. Кроме того, торговые ограничения осложняли для индейцев обычную охоту и добычу пушнины, их главного экспортного товара. Нехватка пороха особо тревожила коренных американцев, поскольку рассматривалась ими как интрига британцев, чтобы держать их в подчинении. Суперинтендант индейского департамента Уильям Джонсон пытался предупредить об угрозе ограничения поставок оружия и подарков, но не был услышан.

### Фактор земли и религии
Земельный вопрос также сыграл важную роль в начале войны. Виргинская компания Огайо в 1748 году получила грант от британского правительства на 800 км² земли в районе современного города Питтсбург. После окончания войны с французами компания возобновила свои планы сформировать колонию в 500 000 акров у развилки реки Огайо. Озабоченность у индейцев вызывала и деятельность Саскуэханнской кампании в Пенсильвании, которая планировала создать колонию у развилки реки Саскуэханны. В то время как французских колонистов всегда было относительно мало — французская корона жёстко управляла эмиграцией в свои колонии — британские колонии представляли собой разительный контраст, к середине XVIII века имея население более 1,5 миллиона человек. Ситуация складывалась угрожающая, губернатор Пенсильвании Джеймс Гамильтон предупреждал британские колониальные власти о возможности новой индейской войны, если кампании продолжат осуществлять свои планы.
Историк Грегори Дауд утверждал, что большей части участвовавших в восстании Понтиака коренных американцев не исходила угроза быть изгнанными со своих земель британскими колонистами, а исследователи конфликта чрезмерно подчёркивали британскую колониальную экспансию как причину войны. Дауд считал более весомыми факторами присутствие в регионе британской армии, а также её отношение к индейцам и проводимую по отношению к ним политику.
Также причиной начала войны стала новая религия, распространившаяся в начале 1760-х годов в индейских поселениях. Её пророк, делавар Неолин, провозгласил, что индейцы должны отказаться от европейских товаров и образа жизни белых поселенцев и вернуться к более традиционному образу жизни, в частности, отвергая алкоголь и материализм. Послание Неолина основывалось на идее расового единения коренных американцев в сопротивлении злу, приносимому европейцами. Понтиак стал самым известным последователем Неолина, ссылаясь в своих воззваниях на его учение.

### Возврат пленников
Ещё одним вопросом, усложнявшим отношения между коренными американцами и британцами, было возвращение пленников. Несколько сот мужчин, женщин и детей оказались в плену у индейцев за время войны против британцев. Проблема заключалась в том, что обе стороны имели противоречивые взгляды по этому вопросу. Британцы полагали, что всех пленных необходимо вернуть, тогда как индейцы достигали значительного успеха в аккультурации захваченных белых и считали их соплеменниками. Хотя многие пленники желали остаться в своих приёмных семьях, британцы требовали их возвращения. Летом 1761 года только у делаваров и шауни всё ещё оставалось 250 белых пленных.
Под растущим давлением британцев индейцы искали различные предлоги, чтобы не возвращать пленников, и были удивлены требованию отдавать любого белого, не считаясь с его мнением. К концу 1760 года индейцы выдали всех, кто не хотел оставаться с ними. Дальнейшие выдачи могли привести лишь к разрушению семей, и племена настаивали на том, что возвращение пленных является их добровольным выбором. Коренные американцы всё более разочаровывались в британском правлении. Ирокезы были разозлены недостатком уважения; племена Огайо не желали возвращать пленных, беспокоились сохранением форта Питт и угрозой заселения их земель; в то время как индейцы Великих озёр и реки Уобаш разочаровались в отсутствии подарков и в условиях торговли, в особенности их злила нехватка пороха.

## Подготовка к восстанию

### План Тахайадориса и Гайасуты
В апреле 1761 года главнокомандующий британскими войсками в Северной Америке Джеффри Амхерст предоставил в пользование капитану Уолтеру Резерфорду 10 000 акров возле реки Ниагары, чтобы обеспечить транспортировку грузов в обход водопада. Сенека, входившие в конфедерацию ирокезов, остались очень недовольны таким решением, поскольку ранее работали на переноске грузов для французов и считали эту территорию своей. Они были также против строительства британских военных фортов на своих землях. К ирокезскому племени присоединились их родственники — племя минго, с которыми многие сенека были связаны семейными узами. Сенека и минго стали отправлять посланцев с изукрашенными вампумом поясами ко многим племенам, призывая их образовать союз и изгнать британцев. Лидерами недовольных индейцев являлись вождь сенека Тахайадорис и вождь минго Гайасута.
План Тахайадориса и Гайасуты состоял из нескольких частей. Во-первых, оджибве, оттава, вайандоты и потаватоми должны были застать врасплох гарнизон форта Детройт и захватить в нём оружие и прочие товары. Во-вторых, делавары, шауни, кикапу, маскутены, майами, веа и пианкашо должны были напасть на форты Бедфорд и Лигоньер, охранявшие коммуникации между пенсильванскими поселениями и фортом Питт. Это привело бы к изоляции последнего. В-третьих, минго и вайандоты Сандаски должны были захватить форты Преск-Иль, Ле-Бёф и Венанго. Сенека и, как надеялись лидеры заговора, остальные пять племён конфедерации ирокезов должны были завладеть военными постами между Ниагарой и рекой Мохок. Тахайадорис и Гайасута ожидали, что отрезав коммуникации повсюду, они возьмут осадой те форты, которые не смогут захватить, и снова станут полноправными хозяевами своей территории.

### Совет в форте Детройт
Однако коренные американцы не были единой силой, и некоторые индейцы в форте Детройт сообщили британскому командиру о заговоре сенека и минго в июне 1761 года. В сентябре того же года Уильям Джонсон провёл большой совет с индейскими племенами в форте, который был согласован с Джеффри Амхерстом. Перед отъездом он обратился к мохокам и онондага, пытаясь заверить их насчёт их земель. Он также предостерёг их от любых заигрываний с племенами Великих озёр. Затем он встретился с лидерами миссиссогов и вайандотов Сандаски в форте Ниагара и сообщил им, что они не должны тревожиться о британских солдатах на их землях. В ответ индейцы пожаловались ему о жалком положении их людей, вызванном нехваткой боеприпасов. После этого Джонсон надеялся увидеть вождей сенека, но на встречу с ним явилась лишь небольшая группа этого племени. Он посоветовал сенека послать большую делегацию на совет в форт Детройт, чтобы дезавуировать действия Тахайадориса и его послов. 3 сентября 1761 года Джонсон прибыл в Детройт.
Большой совет состоялся 9 сентября, на нём присутствовали вожди ирокезов, оджибве, оттава, потаватоми, вайандотов, минго, делаваров, шауни, майами, кикапу и махиканов. Джонсон начал с подтверждения, что Амхерст удовлетворён недавним поведением племён Великих озёр, которое упрочило хорошие отношения между ними и британцами. Он также передал сообщение от главнокомандующего британской армии, что их земли в безопасности, но чтобы добрососедские отношения продолжались, индейцы должны прекратить своё обыкновение красть лошадей у белых людей. Вождь вайандотов Анайаса выразил удовлетворение по поводу сказанного Джонсоном. Он также осудил действия Гайасуты, присутствовавшего на совете. Затем вождь поднял вопрос о нехватке боеприпасов и белых пленниках, отметив, что они не рабы и «имеют полную свободу идти куда угодно, и действовать как пожелают».
Перед отъездом Джонсон ещё раз встретился с племенами, проживающими близ форта. Анайаса сказал, что доволен ходом совета, но проявил озабоченность, что торговля с британцами находится не в лучшем состоянии. Лидеры племён просили Джонсона, чтобы он прислал им кузнеца, так как их ружья и томагавки нуждались в ремонте. Джонсон ответил, что составил правила торговли и зафиксировал цены на очень низком уровне, и что попросит прислать кузнеца для починки их ружей и инструментов. Удовлетворённый исходом совета, он выступил домой. Джонсон написал Амхерсту, что индейцы пребывают в добром расположении к британцам, и если не случится никакого большого инцидента, они никогда не нарушат мир, заключённый с Британией.

### Появление лидера
Лидер восстания Понтиак родился в семье вождей и имел смешанное происхождение — его отец был из племени оттава, а мать — оджибве из области залива Сагино. Это явилось заметным преимуществом, поскольку оттава и оджибве были двумя могущественнейшими народами в районе Великих озёр. Понтиак наверняка принимал участие в знаменитой победе французов и индейцев над экспедицией Брэддока 9 июля 1755 года, где племена Великих озёр составляли большинство французской армии, хотя прямых доказательств этому нет. Через два года Понтиак произнёс речь в форте Дюкен, где призвал индейцев не покидать своих союзников французов. Он был признанным оратором, а также опытным воином, объединяя оба ключевых качества для индейского вождя.
Во время своих визитов в долину реки Огайо Понтиак познакомился с учением Неолина, которое сильно повлияло на него. Помимо того, что он был военным вождём, он также являлся и духовным лидером религиозного общества под названием Метай. Его глубоко затронуло заявление Неолина, что Творец любит индейцев и считает белых людей захватчиками на землях избранного им народа. В начале 1763 года он посетил племена к западу от Великих озёр, чтобы познакомить их с видением пророка. В своём паниндейском призыве к оружию Понтиак постоянно ссылался на авторитет видения Неолина.
Ранней весной 1763 года произошли важные события, позволившие Понтиаку приступить к активным действиям. Одно из них — новость о мире между Британией и Францией, включая передачу индейских территорий их бывшему врагу. Среди коренных американцев существовало распространённое мнение, что условиям, которые британцы провозгласили в форте Детройт, нельзя верить. Они, как и большинство французов Верхней Земли, считали, что декларация британцев является уловкой для сокрытия прибытия французской армии и флота в Квебек и Новый Орлеан. Новый комендант форта Детройт, не имея официальных сведений от французского правительства, не мог развеять их сомнений. Не менее важным для объяснения действий Понтиака в тот момент было появление военного пояса от делаваров, просивших о помощи в возмездии за их прежние потери в Киттанинге. Многие вожди племён Великих озёр оказались восприимчивы к идее войны с британцами, в их числе Нинивуа, лидер потаватоми, Такай, сахем вайандотов и Маккатепелетсите, уступавший среди оттава лишь самому Понтиаку. Поддержка этих вождей и новости от делаваров придали Понтиаку импульс созвать большой совет в апреле 1763 года на реке Экорс.

### Мнения историков
Война началась с нападения индейцев под руководством Понтиака на форт Детройт, после чего быстро распространилась по всему региону. Индейцы захватили восемь британских фортов, но безуспешно осаждали другие, включая форт Детройт и форт Питт. Фрэнсис Паркман в книге «Заговор Понтиака» отобразил эти нападения как скоординированную Понтиаком военную операцию. Этот взгляд продолжает пользоваться известностью, хотя другие историки настаивают на отсутствии чётких доказательств того, что атаки были частью генерального плана или общего заговора. Сегодня среди учёных преобладает мнение, что восстание распространилось по мере того, как слухи о действиях Понтиака в Детройте разошлись по всему региону, вдохновляя недовольных индейцев присоединиться к восстанию. Атаки на британские военные посты не были одновременными — большинство индейцев Огайо вступили в войну только через месяц после того, как Понтиак начал осаду Детройта.
Также Паркман был уверен, что французские колонисты тайным подстрекательством индейцев спровоцировали будущую войну, надеясь навредить британцам. Аналогичного мнения придерживались в то время многие британские официальные лица, но последующие историки не нашли никаких доказательств официального участия Франции в восстании. Грегори Дауд писал, что «индейцы искали французского вмешательства, а не наоборот». Индейские лидеры часто говорили о скором возвращении французской власти и возрождении франко-индейского союза — Понтиак даже вывесил французский флаг в своём поселении. Некоторые французские колонисты и торговцы поддержали восстание, но оно было инициировано индейцами в своих собственных целях.
Историк Ричард Миддлтон в 2007 году писал, что дальновидность, смелость, настойчивость и организаторские способности Понтиака позволили ему создать замечательную коалицию готовых бороться против британцев индейских наций. Гайасута и Тахайадорис выступили с идеей обрести независимость для всех индейцев к западу от Аллеганских гор, хотя Понтиак, похоже, принял эту идею только к февралю 1763 года. На большом совете индейских вождей он разъяснил свою поддержку плана сенека и минго и работал над тем, чтобы привлечь другие племена к восстанию, которое он возглавил, что прямо противоречило традициям индейского руководства и племенной структуре. Он достиг этой координации путём распределения военных поясов, первоначально обратившись к оджибве залива Сагино, оттава Мишилимакино и оджибве реки Темс. Затем он отправил посланцев к минго и западным сенека в верховья реки Аллегейни, к делаварам и шауни в долину Огайо, а также к веа, кикапу, маскутенам, майами и пианкашо, проживавшим в Верхней Луизиане.

## Начало восстания

### Осада форта Детройт
В ночь на 27 апреля 1763 года Понтиак провёл совет недалеко от форта Детройт на реке Экорс, куда прибыли оттава, оджибве, потаватоми и вайандоты. Он напомнил собравшимся о многочисленных обидах, причинённых им британцами, и поведал историю видения Неолина. План Понтиака состоял в посещении форта с сорока воинами, чтобы провести его рекогносцировку и оценить численность гарнизона. Получив эти сведения, он смог бы более детально разработать дальнейшие действия. 1 мая 1763 года Понтиак развлекал британских офицеров церемониальным танцем, в то время как 10 его сторонников ходили по форту, разведывая его планировку и расположение британских торговцев и гарнизона. Эта вылазка убедила вождя оттава провести новый военный совет, чтобы уточнить план и убедиться в полноте поддержки его союзниками. Согласно французскому хронисту Роберу Навару, на втором совете Понтиак провозгласил:

«Братья, для нас важно полностью уничтожить на нашей земле эту нацию, которая пришла, чтобы уничтожить нас. Вы, как и я, видите, что мы более не можем рассчитывать на поддержку, которую нам оказывали наши братья французы... Поэтому мы должны поклясться уничтожить их и более не медлить. Ничто не препятствует нам — их мало, и мы справимся с ними».
К несчастью для Понтиака, его план стал известен Генри Гладуину, командующему фортом. Гладуин немедленно распорядился удвоить караулы и поднял весь гарнизон в ружьё. Шлюп «Мичиган» и шхуна «Гурон» расположились так, что их орудия прикрывали фронт и фланги форта. 7 мая Понтиак вошёл в форт со своими сторонниками, спрятавшими оружие под одеялами и полными решимости захватить британцев врасплох. Оказавшись в форте, он заметил, что весь гарнизон при оружии, а большой отряд на плацу готов к бою под командованием капитана Хопкинса. Понтиак также увидел, что все торговые лавки закрыты. Не желая атаковать подготовленных солдат, он и его последователи около двух часов дня покинули форт и ушли в свой лагерь.
Ни Понтиак, ни Гладуин не знали, что боевые действия между британцами и индейцами уже начались 6 мая 1763 года. Оджибве с реки Сент-Клэр атаковали отряд лейтенанта Чарльза Робертсона, исследовавшего ведущий в озеро Гурон пролив. Местные индейцы узнали о надвигающейся войне от посланцев Понтиака, направлявшихся к заливу Сагино и в Мишилимакино. Отряд Робертсона покинул форт Детройт 2 мая, но утром 6 мая некие франкоканадцы предупредили его о засаде индейцев дальше по руслу реки. Командир отряда пренебрёг предупреждением. Когда течение принесло британцев к густо заросшему участку речного берега, оджибве из укрытия открыли огонь. Чарльз Робертсон и сопровождавший военных баронет Роберт Дейверс были убиты, так же как и ещё двое из солдат. Ещё пятеро попали в плен.
9 мая 1763 года Понтиак подошёл к форту Детройт с авангардом из 50 последователей, но обнаружил, что ворота заперты. Было позволено зайти только вождям, остальные должны были ожидать около стен форта. Поняв, что его замысел провален, Понтиак ответил, что британцы «могут оставаться в нашем форте, а индейцы оставят себе страну». Индейцы открыли огонь по гарнизону, укрывшись за соседними сараями и домами. Вскоре Понтиак предложил британцам отплыть на судах с огнестрельным оружием, но оставить в форте все товары и артиллерию, однако переговоры ни к чему не привели. Индейцы возобновили штурм, но их оружие было неэффективно против укреплений форта. Позднее британцы уничтожили любые потенциальные укрытия для индейских воинов, окруживших форт, и установили два орудия, чтобы использовать преимущества расширившегося сектора обстрела. После этих действий солдат индейцы стали держаться на почтительном расстоянии и частота столкновений, как и потери обороняющейся стороны, значительно снизились.
28 мая 1763 года рота рейнжеров королевы, конвой снабжения под командованием лейтенанта Эйбрахама Кайлера, остановилась в Пойнт-Пили по пути в форт Детройт. Не зная о продолжающейся осаде, Кайлер и его люди разбили лагерь, не приняв дополнительных мер предосторожности. Индейцы атаковали рейнджеров, британцы отступили и бежали к своим лодкам. В бою 60 солдат были убиты или захвачены в плен. Понтиак продолжил осаду форта, к которой ещё присоединилось около 900 воинов.
29 июля 1763 года отряд из 260 британских солдат под командованием капитана Джеймса Дэлиелла, включая группу рейнжеров королевы во главе с Робертом Роджерсом, прибыл на подмогу в форт Детройт. Получив подкрепление, британцы попытались неожиданно напасть на лагерь индейцев. Вылазка Дэлиелла завершилась неудачно, его отряд был разбит в сражении при Блади-Ран 31 июля 1763 года. Форт продержался всё лето и осень без особых военных действий с обеих сторон, поскольку обе стороны стремились избежать потерь. Понтиак продолжал опасаться лобового штурма, в то время как Гладуин обладал небольшими силами, чтобы контратаковать. Ситуация оставалась патовой, и влияние Понтиака среди его последователей начало ослабевать. 31 октября 1763 года, окончательно убедившись, что французские власти в Иллинойсе не придут к нему на помощь, Понтиак снял осаду и с тремя сотнями последователей отправился на юг к реке Моми, где продолжил свои усилия по консолидации индейских племён против британцев.

### Взятие восьми фортов
Пока Понтиак осаждал форт Детройт, большая часть коренных американцев северо-востока Северной Америки примкнула к восстанию.  До того, как другие британские аванпосты узнали об осаде форта Детройт, индейцы захватили пять небольших фортов в период с 16 мая по 2 июня.
Форт Сандаски, небольшой блокпост на берегу озера Эри, был взят первым. Он был построен в 1761 году по приказу генерала Амхерста, несмотря на возражения местных вайандотов, которые предупредили командующего, что не потерпят британского укрепления на своей земле. 16 мая 1763 года вожди вайандотов, до тех пор казавшиеся дружественными, обратились к коменданту поста Кристоферу Поли, сработала стратегия, которая провалилась в Детройте девятью днями ранее. Не подозревая о грозящей опасности, Поли позволил нескольким вайандотам и троим оттава войти в его комнату выкурить калюмет. Внезапно он был схвачен, а 15 солдат и несколько британских торговцев перебиты. Пощадили только Поли, оттава забрали его с собой. Результатом нападения стал захват большого количества амуниции и прочих припасов. Индейцы ритуально сняли скальпы с убитых и сожгли форт дотла.
25 мая 1763 года потаватоми под руководством вождя Нинивуа захватили форт Сент-Джозеф, который охранял сухопутную дорогу из Детройта к южной оконечности озера Мичиган. Нинивуа потребовал созвать совет с командующим офицером Фрэнсисом Шлоссером. Потаватоми захватили командира и убили большую часть гарнизона из пятнадцати человек. Пощадили лишь Шлоссера и двоих солдат, вместе с торговцами Ричардом Уинстоном и Генри Гамбахом. Нинивуа и его воины вернулись к форту Детройт, забрав с собой командующего и обоих солдат. 15 июля всех троих обменяли на задержанного Гладуином в начале восстания вождя потаватоми.
Форты Майами и Уитенон располагались на пути с озера Эри к реке Миссисипи, которым пользовались послы Понтиака, направлявшиеся в форт де Шартр к французам за помощью. Поэтому его эмиссары имели при себе не только письма к коменданту форта, но и военные пояса для племён, живущих вдоль их пути. Индейцы майами не были рады перспективе нападать на британские форты, так как многие болели тифом, к тому же у них шла война с чероки. В конце концов они согласились и вместе с несколькими оттава придумали план, как овладеть укреплением. 27 мая 1763 года к командиру форта, лейтенанту Роберту Холмсу, пришла его любовница-индианка, сообщив, что её родственница больна и нуждается в кровопускании. Холмс согласился помочь и покинул форт. Едва он вышел за ворота, как был застрелен. Сержант бросился наружу проверить, что происходит, и был немедленно схвачен. Солдаты заперли ворота и приготовились к обороне. Индейцы обратились к ним, обещая жизнь в случае сдачи. С учётом изолированности и присутствия двухсот индейских воинов, гарнизон решил открыть ворота и сдаться.
Форт Уитенон располагался на реке Уобаш, лейтенант Эдвард Дженкинс командовал гарнизоном из 20 человек.  Поблизости от форта находились четыре индейские деревни, в которых проживали кикапу, веа, пианкашо и маскутены. Утром 1 июня ничего не подозревавшего о происходящих повсюду событиях Дженкинса пригласили посетить одну из деревень. По прибытии его немедленно связали и поместили в хижину, где уже находились несколько его солдат, захваченных ранее. Индейцы сказали ему, что почти все британские посты вырезаны и ему не надо оказывать сопротивление. Дженкинс согласился и приказал остальным солдатам в форте сдаться. Позднее нападавшие извинились перед ним и сказали, что «они были вынуждены сделать это из-за других народов». В итоге Дженкинс и его люди были отосланы к французам в Иллинойс. В отличие от других нападений на форты, в Уитеноне никто не был убит.
Пятым павшим военным постом британцев стал форт Мишилимакино, который являлся крупнейшим фортом, захваченным врасплох, и важнейшим в районе Великих озёр после Ниагары, Детройта и Осуиго. Укрепление представляло собой постройку, защищённую частоколом из вбитых в землю брёвен. 2 июня 1763 года командующему постом капитану Джорджу Этрингтону сообщили, что оджибве намереваются провести перед фортом встречу по лакроссу с сауками. Участвовало около сотни воинов, и в процессе игры Этрингтон и некоторые офицеры вышли посмотреть, ничего не подозревая о событиях в других постах. Во время игры значительное число индианок проникло в форт с одеялами, под которыми было спрятано оружие. Около полудня один из индейцев перебросил мяч на территорию форта, после чего большинство игроков забежало внутрь. Другие схватили офицеров и увели в лес, лишь вмешательство Шарля Мишеля де Ланглада, влиятельного воина, спасло их от сожжения. Оказавшись внутри форта, воины забрали оружие у женщин и напали на гарнизон. Они убили 15 из 35 человек гарнизона, позже ещё пятеро солдат были казнены.
С началом осады форта Детройт было неясно, присоединятся ли к восстанию сенека. Хотя они уже два года сами рассылали военные пояса, остальные племена конфедерации ирокезов желали, чтобы они сохраняли нейтралитет, и их мнение приходилось уважать. С другой стороны, силилось глубокое недовольство действиями британцев. Прежде чем начать боевые действия, сенека ещё раз обратились к остальным участникам конфедерации на великом совете в Онондаге, но снова получили отказ. Из-за нежелания принимать участие в войне остальных ирокезов сенека пришлось отказаться от первоначального плана напасть на коммуникации между Осуиго и фортом Стэнуикс, как предлагали в 1761 году Тахайадорис и Гайасута. Вместо этого они решили присоединиться к минго и захватить военные посты между озером Эри и фортом Питт. Примерно 15 июня 1763 года сенека и минго взяли форт Венанго. Они убили весь гарнизон из 15 человек, оставив командира, лейтенанта Фрэнсиса Гордона, в живых, чтобы записать письмо с перечислением их жалоб, а затем сожгли его на костре.
После этого основные силы сенека отправились на север к форту Ле-Бёф, которым командовал офицер Джордж Прайс, а гарнизон состоял из 15 солдат. Прайс уже знал о разгроме Кайлера у Пойнт-Пили и запретил индейцам заходить в форт. 18 июня 1763 года сенека подошли с тыла и смогли разобрать часть фундамента, после чего пробрались внутрь. Затем они стали осыпать зажжёнными стрелами блокгауз, который вскоре загорелся. К наступлению ночи командир понял, что ему не удержать позиций, и смог эвакуировать гарнизон, избежав боя с индейцами. Солдаты направились на юг к форту Венанго, где обнаружили лишь сгоревшие руины. Это не оставило Прайсу другого выхода, кроме как идти в форт Питт, куда он прибыл 26 июня с большинством своих людей.
Сенека не стали преследовать Прайса, а повернули на север, к форту Преск-Иль, комендантом которого был лейтенант Джон Кристи. После разрушения в 1759 году отступавшими французами Преск-Иль был восстановлен и укреплён. Близ форта сенека встретились с посланным Понтиаком отрядом, состоящем из оттава, оджибве и вайандотов. Индейцы осадили Преск-Иль, призывая гарнизон сдаться. Нападавшие применили горящие стрелы против деревянных строений форта. Они также начали подкоп к блокгаузу, что указывает на усвоенные ими уроки европейской осадной тактики. Продержавшись два дня, гарнизон из 30 человек сдался при условии, что они смогут вернуться в форт Питт. Индейцы согласились, но затем взяли солдат в плен. Некоторые позднее были убиты, Джон Кристи был доставлен в деревню вайандотов и вместе с восемью своими солдатами 9 июля передан британцам. Падение Преск-Иля 21 июня 1763 года поразило Буке, так как он его проектировал и считал, что индейцы, со своей примитивной тактикой, никогда не смогут завладеть им.

### Осада форта Питт
Послы Понтиака достигли поселений западных делаваров 26 мая 1763 года с информацией, что форт Детройт осаждён, а Сандаски захвачен и сожжён. Они предложили делаварам напасть на форты Питт и Огаста и сообщили, что после взятия форта Детройт Понтиак и племена Великих озёр присоединятся к делаварам в «походе на Филадельфию». Делавары поблагодарили послов и заверили их, что своими действиями покажут себя достойными оказанного им доверия. Шауни также согласились принять участие в войне против британцев.
Многие колонисты на западе Пенсильвании в результате рейдов делаваров и шауни были вынуждены бежать в форт Питт. Командующий постом капитан Саймон Экуэр, узнав о нападениях индейцев, начал готовить форт к обороне. Внутри форта находилось около 550 человек, в том числе около 200 женщин и детей. Силы Экуэра составляли около 230 солдат, половина из них — ополченцы. Форт Питт представлял собой правильную каменную конструкцию, с бастионами, прикрывающими подступы под любым углом, и был оснащён шестнадцатью орудиями. Экуэр был уверен в прочности форта и способности гарнизона отразить атаки индейцев, но опасался эпидемии оспы, так как несколько человек были уже больны. Чтобы ограничить её распространение, он распорядился обустроить госпиталь в безопасности от мушкетного огня.
22 июня 1763 года делавары, шауни и минго атаковали форт с трёх сторон и держали его в осаде почти полтора месяца. Их военные отряды продолжали совершать набеги на фермы в Пенсильвании и Виргинии, захватывая в плен и убивая колонистов. Индейцы также пытались захватить форты Бедфорд и Лигоньер, небольшие военные посты, связывающие форт Питт с поселениями на востоке, но не смогли этого сделать.
Во время переговоров между делаварами и офицерами форта капитан Уильям Трент передал индейцам два одеяла и платок из госпиталя больных оспой в надежде, что они «возымеют желаемый эффект». Впоследствии он составил расписку для компенсации расходов за эти вещи, написав, что предметы были «взяты у людей в больнице, чтобы передать оспу индейцам». Данный документ был обнаружен только в 1955 году. Расходы были одобрены Экуэром, и в конечном счёте, генералом Томасом Гейджем, преемником Амхерста.
Ничего не зная о действиях Трента, Амхерст 7 июля послал Буке письмо со своими соображениями. В приписке на внутренней стороне конверта он сделал предложение, возможно, возникшее благодаря рапорту Экуэра об оспе среди гарнизона форта Питт, — «нельзя ли было придумать, как наслать оспу на эти нелояльные племена»? На что Буке ответил с осторожностью, что попытается передать им несколько заражённых одеял. 16 июля в письме Амхерст одобрил предполагаемые действия Буке.
События, произошедшие у форта Питт, часто описываются как первый пример применения биологического оружия, при этом эффективность действий Трента, как правило, ставится под сомнение. Историк и фольклорист Адриенна Майор писала в 1995 году, что инцидент с заражением оспой «приобрёл легендарный оттенок, поскольку верующие и неверующие продолжают спорить о фактах и их интерпретации». Профессор и писатель Филип Ранлет отмечал, что вожди делаваров, которые взяли одеяла, не были больны спустя месяц; он считал, что попытка заразить индейцев окончилась «полным провалом». Историк Майкл Макконнелл утверждал, что среди делаваров уже находились больные оспой ещё до встречи с Трентом, и что индейцы изолировали заболевших и знали, как не допустить распространения эпидемии. Писатели Грегори Дауд и Дэвид Диксон также выразили сомнения, что передача одеял имела какие-то серьёзные последствия.
В то же время ряд авторов и исследователей настаивают, что применение одеял сыграло свою роль и впервые в истории к списку человеческих преступлений была добавлена биологическая война. Говард Пекэм, Фрэнсис Дженнингс, Уильям Нестер и Дэвид Гуднау пришли к выводу, что действия Трента привели к распространению эпидемии и многочисленным смертям среди индейцев, вследствие чего они не могли далее успешно противостоять британской армии. Элизабет Фенн утверждала, что имеются доказательства того, что попытка заражения оспой индейцев дала результаты. Ричард Мидлтон отметил, что передача одеял была опасна как для исполнителя замысла, так и для жертвы, но при этом действия Трента и помыслы Амхерста и Буке указывают на то, «как далеко британские военные и колонисты готовы были зайти, чтобы победить врага, считавшегося и язычником, и нецивилизованным».

### Сражение при Буши-Ран
1 августа 1763 года, узнав о приближении британской армии, индейцы отступили от стен форта Питт и отправились на встречу с войском полковника Буке. 5 августа, около часа дня, индейцы внезапно атаковали британский авангард. Две роты лёгкой пехоты вынудили отступить нападавших и стали преследовать их. Несмотря на вынужденный отход, индейцы продолжили атаковать солдат, пока полностью не окружили британцев. Все силы делаваров, шауни, минго и вайандотов Сандаски — около 400 человек — вступили в бой под предводительством своих вождей. Движение к тылам британцев вынудило Буке отойти для защиты конвоя. С наступлением ночи полковник сформировал круговой лагерь на небольшой возвышенности, мешки с мукой были сложены для защиты раненых. Потери Буке составили 60 человек убитыми и ранеными.
Ранним утром следующего дня индейцы возобновили атаки. Проблема Буке была в его неспособности выманить индейцев на открытое пространство, чтобы регулярные войска смогли нанести решающий удар в ближнем бою, и он решил изменить тактику. Полковник приказал самым опытным частям отойти в центр, пока две роты пехоты выдвинулись в обход тыла армии, скрываясь за деревьями и холмами, чтобы ударить по правому флангу неприятеля. Вид отступающих солдат в центре заставил индейцев с яростью атаковать британцев. Когда основные силы индейцев ворвались в лагерь, солдаты внезапно развернулись и открыли огонь с близкого расстояния. Резкая смена британцами тактики оказалась слишком неожиданной для нападавших, которым теперь пришлось отступать мимо пехоты, подставляясь под смертельный огонь с флангов. Через несколько минут сражение было окончено. Похоронив убитых, солдаты уложили раненых на носилки и направились к форту Питт. Хотя британцы понесли серьёзные потери, они смогли одержать победу и освободить гарнизон форта. Успех Буке стал значительным поворотным моментом в восстании. Полковник получил официальное благодарственное письмо от короля Великобритании за успех его кампании и спасение форта Питт. Губернатор Пенсильвании Джеймс Гамильтон также написал ему письмо, в котором поблагодарил за «победу и триумф над индейцами».

### Сражение при Дэвилс-Хоул
После захвата и уничтожения нескольких фортов к западу от своей территории в первой половине лета 1763 года, сенека в дальнейшем практически не участвовали в восстании. На всём протяжении войны район реки Ниагары оставался спокойным, лишь в начале конфликта трое белых были оскальпированы и двое британских моряков убиты во время рыбной ловли. Двадцатимильная коммуникация между озёрами Эри и Онтарио была уязвима для нападения.
14 сентября 1763 года большой отряд сенека, насчитывавший от 300 до 500 воинов, напал на обоз и его вооружённый эскорт, следовавший из форта Шлоссер в форт Ниагара, когда тот проходил через глубокую лощину Дэвилс-Хоул. Две роты 80-го полка под командованием Джорджа Кэмпбелла и Уильяма Фрейзера услышали новость о засаде индейцев от выжившего погонщика и отправились на выручку, но также были разбиты — спастись смогла лишь небольшая горстка солдат. Вместе с потерями конвоя, британцы лишились более сотни человек, у сенека лишь один воин был ранен. Сражение при Дэвилс-Хоул стало крупнейшим поражением британцев во время восстания.
20 октября 1763 года майор Джон Уилкинс, командующий британскими войсками у Ниагары, отправился в форт Детройт с 650 солдатами на выручку Генри Гладуину. Экспедиция подверглась обстрелу индейцев, 2 вельбота отнесло к форту Шлоссер, 15 человек было убито и ранено. Позднее из-за вражеского огня британцы потеряли троих убитыми и ещё восемь ранеными. 7 ноября флотилия Уилкинса попала в шторм у западной оконечности озера Эри и вынуждена была высадиться на берег, в результате чего разбилось 18 вельботов и утонуло 60 человек. Большинство провианта и амуниции также было утрачено. Экспедиция была вынуждена вернуться назад. В отсутствие Уилкинса сенека окружили группу дровосеков близ форта Ниагара и убили девятерых, снова сделав коммуникацию крайне рискованной.

## Ответ Британии

### Назначение Гейджа
Главнокомандующий британскими войсками в Северной Америке генерал Амхерст 17 ноября 1763 года отбыл в Англию — король разрешил ему уйти в отставку. На его пост был назначен Томас Гейдж, который отличался от Амхерста в нескольких отношениях. Если предыдущий главнокомандующий принадлежал к английской аристократии, то Гейдж был потомком ирландского дворянства. До того, как перейти в англиканство, чтобы сберечь свои земли и поместья, члены его семьи были ревностными католиками. Он пробыл на американском континенте дольше Амхерста и женился на представительнице одной из семей элиты Нью-Йорка. Его взгляды на ведение войны с индейцами были иными, чем у Амхерста. Он признавал, что нужны более специфические войска, чтобы одолеть коренных американцев. Гейдж также понимал, что индейцы начали восстание из-за политики британцев, «которая вынудила бы и более просвещённые нации принять меры такого же свойства».
При этом новый главнокомандующий разделял презрение Амхерста к индейцам, но был готов сотрудничать с другими официальными лицами, особенно с Уильямом Джонсоном, к советам которого он прислушивался и относился серьёзно. 30 ноября 1763 года до Гейджа дошли известия о Королевской декларации, и он немедленно послал копию Джонсону, чтобы тот проинформиовал оставшиеся дружественными Британии индейские племена о её содержании. По той же причине он одобрил переговоры Гладуина с вождями местных племён. И хотя Гейдж был менее предвзятым, чем Амхерст, но это не означало, что он отказался продолжить войну и решать всё силой. В следующем году он отправил две экспедиции в долину реки Огайо, чтобы подавить восстание, освободить белых пленников и арестовать лидеров индейцев, ответственных за конфликт. Единственным существенным отступлением Гейджа от плана Амхерста было то, что он позволил Джонсону привлечь на сторону британцев ирокезов и заключить мирный договор в форте Ниагара, дав индейцам возможность «зарыть топор войны».

### Парни из Пакстона
Пока регулярная армия готовилась к сражениям против коренных американцев, на границе Пенсильвании и Виргинии велась жестокая война между белыми колонистами и индейцами. После освобождения форта Питт войсками Буке многие делавары возобновили свои рейды на поселения колонистов, считая их альтернативным способом вернуть свои земли, одновременно мстя за гибель соплеменников. Шауни также были мотивированы защитой своих охотничьих угодий, в которые вторгались захватчики из Виргинии. Набеги индейцев убедили многих жителей окраин Пенсильвании в том, что власти делают недостаточно для их защиты, и им следует спасаться собственными силами. Каждый рейд  делаваров вызывал новую жажду мщения, при этом гнев поселенцев мог быть направлен против любых индейцев.
Группа мстителей, известная как «парни из Пакстона» (англ. Paxton Boys), обратила свой гнев на мирных индейцев, многие из которых были христианами и жили в небольших анклавах посреди белых поселений Пенсильвании. Группа состояла в основном из шотландо-ирландцев, исповедующих пресвитерианство и являвшихся ополченцами из небольшого поселения Пакстон. 14 декабря 1763 года, основываясь на слухах о том, что в индейской деревне Конестога был замечен военный отряд индейцев, группа из более чем 50 мстителей из Пакстона отправилась в деревню и убила шесть саскуэханноков, которых они там нашли. Сняв со всех скальпы и разграбив хижины индейцев, ополченцы вернулись домой. Власти поместили 14 выживших членов племени под охрану в окружной тюрьме. 27 декабря из Пакстона выступил ещё один отряд, чтобы довершить резню. Около ста вооружённых людей ворвались в тюрьму и убили оставшихся индейцев. Отсутствие эффективного государственного контроля и широкое сочувствие к убийцам в приграничных округах привели к тому, что они так и не были найдены и привлечены к ответственности.
Затем ополченцы из Пакстона обратили свой взор на других индейцев, живущих в восточной Пенсильвании, в поселениях Виалусинг и Шамокин. Пытаясь спастись, индейцы отправились в Нью-Йорк, чтобы присоединиться к ирокезам, но из-за запрета совета провинции были вынуждены бежать в Филадельфию. Там беженцы были помещены в казармы под защитой роты 60-го полка капитана Джона Шлоссера. Одновременно ассамблея приняла акт о мятеже, наделив солдат иммунитетом от преследования на случай убийства во время исполнения своих обязанностей. Несколько сотен жителей Пакстона прошли маршем на Филадельфию в январе 1764 года, где присутствие британских войск и филадельфийского ополчения помешало им совершить ещё больше насилия. Бенджамин Франклин, который помог организовать ополчение, провёл переговоры с лидерами «парней из Пакстона», сказав им, что если они попытаются осуществить свой план, то встретят массовое сопротивление. После нескольких часов переговоров стороны пришли к соглашению, и большинство мстителей вернулось домой. Их лидеры остались, чтобы изложить претензии и предложения жителей фронтира.
Убийство мирных саскуэханноков лишь усилило ненависть минго, делаваров и шауни к поселенцам и количество их рейдов увеличилось. Набеги продолжались по мере того, как каждое проявление жестокости оправдывало дальнейшее возмездие. В провинции Виргиния за весну и лето 1764 года было убито более ста белых людей. В конце мая один из крупнейших отрядов индейцев напал на работников около форта Динвидди, у слияния рек Мононгахилы и Чит, убив 15 и пленив ещё 16 человек. 14 июня 13 поселенцев близ форта Лаудон в Пенсильвании были убиты, а их дома сожжены. 26 июля произошёл один из наиболее печально известных инцидентов — убийство десяти детей и школьного учителя делаварами на территории современного округа Франклин. Одно из пожеланий ополченцев из Пакстона сбылось — жестокая война на окраине провинции побудила Ассамблею Пенсильвании вновь ввести премии за поимку и скальпы враждебных индейцев.

### Кампания Джонсона и переговоры с сенека
Амхерст перед отъездом предлагал напасть на селения сенека, но Джонсон был против, так как считал, что это подорвёт верность остальных пяти племён конфедерации ирокезов и поставит под угрозу сообщение между Осуиго и Олбани. Большинство ирокезов оставалось лояльно британцам и было разочаровано отказом Амхерста принять их на службу. В отличие от предыдущего главнокомандующего, Гейдж признавал, что союзные Британии индейцы могут оказаться полезными в военном отношении, особенно против других индейцев. Джонсон также объяснил ему необходимость избегать отчуждения воинов остальных пяти племён конфедерации из-за действий сенека — если удастся помириться с восставшими ирокезами, то тогда британцы получат значительную поддержку индейцев впервые за время войны. В начале 1764 года Джонсон стал составлять план нападения на Канистио, поселение восточных делаваров, откуда осуществлялись многие набеги на окраины Пенсильвании. 9 февраля он отдал приказ капитану Анри Монтуру атаковать Канестио с отрядом из ирокезов и опытных жителей фронтира.
Через неделю Джонсон получил сообщение, что лагерь восточных делаваров близ реки Саскуэханны застигнут врасплох. Было захвачено 29 пленных, включая вождя делаваров. Расследование Джонсона показало, что все пленники были из Канистио. Рейд Монтура одновременно поддерживался небольшим отрядом под руководством Томаса Кинга, который преуспел в перехвате девяти делаваров, направлявшихся в набег на пенсильванские поселения. Троих делаваров удалось захватить в плен. К концу марта 1764 года Монтур вновь отправился в поход, чтобы атаковать оставшиеся деревни восточных делаваров. Ирокезы и рейнджеры сожгли три покинутых поселения, включая Канестио, уничтожив также большое количество зерна и множество лошадей, свиней и коров. Обнаружить враждебных индейцев не удалось, Монтур предположил, что они отступили к реке Огайо. План Джонсона с привлечением воинов ирокезов против враждебных индейцев оказался эффективным. Успех этих рейдов позволил Джонсону предложить применять их в ходе основной кампании 1764 года.
Занимаясь зимней кампанией, Джонсон также вёл мирные переговоры с сенека в декабре 1763 года. Джонсон знал, что заключив мир с этим племенем, он закрепит свою власть и влияние среди всех племён конфедерации, что являлось ключевым фактором его карьеры на протяжении более чем двадцати пяти лет. Лидеры сенека тоже имели свою причину — они надеялись возложить всю вину за военные действия на делаваров, шауни и племена Великих озёр, обман, который остальные ирокезы были готовы поддержать. В середине декабря лидеры племён конфедерации посетили Джонсона, чтобы обсудить ситуацию с Договорной цепью. Вождь онондага Теяваранте сказал ему, что пока нет мира с сенека, остальные члены конфедерации не могут воевать с шауни и делаварами. Совет был приостановлен, так как Джонсон должен был доложить Гейджу, а ирокезы обсудить между собой в доме великого совета в Онондаге. Гейдж ответил, что если сенека хотят мира, то они обязаны выдать зачинщиков войны и лишиться прав на земли около Ниагары.
24 марта 1764 года совет продолжился. Джонсон не мог продавить вопрос условий мира с сенека до 30 марта, когда он бескомпромиссно указал, что им придётся подчиниться. Опасаясь потерять ещё больше своих земель, лидеры сенека согласились. Послы конфедерации покинули Джонсона 14 апреля, удовлетворённые исходом переговоров и готовые примкнуть к британской армии. Что касается самого Джонсона, то он потерял надежду объединить шесть племён под своим управлением в предстоящей кампании, когда узнал, что беженцы восточных делаваров обосновались среди сенека. И хотя послы сенека посетили его 30 апреля и объяснили свои действия, Джонсон опасался, что ирокезы не будут полностью соблюдать условия договора.

### Договоры в форте Ниагара
С июля по август 1764 года Джонсон провёл несколько переговоров в форте Ниагара, в которых участвовало почти 2000 индейцев. Первыми прибыли миссиссоги, оттава Мишилимакино, оджибве Су-Сен-Мари, вайандоты Детройта и меномини. Сначала Джонсон объяснил, почему король Великобритании послал армию в их страну, затем он подчеркнул, что индейцы должны позволить вновь занять местные форты, если хотят продолжения торговли. В будущем они должны игнорировать слухи и в поисках справедливости обращаться только к британским властям. Он также потребовал от вайандотов, чтобы они уступили земли по обоим берегам реки Детройт. Взамен Джонсон пообещал прекращение военных действий и возобновление справедливой и открытой торговли. Индейцы уступили его требованиям и приняли все условия.
Однако важнейшим предметом в планах Джонсона было заключение официального мира с сенека, лидеры которых явились в форт 24 июля. Джонсон вновь высказал им претензии за предоставление убежища восточным делаварам и добавил, что они привели с собой лишь четверых пленников. Он отметил, что несмотря на это, британцы готовы заключить с ними мир, если они выполнят предписанные требования. Наиважнейшими условиями являлись выдача вождей делаваров и засвидетельствование уступок земли около Ниагары. Джонсон был в курсе, что британская армия готовилась к экспедиции против враждебных индейцев, и ему было необходимо участие в ней ирокезов, поэтому он торопил сенека с принятием решения. В конце концов сенека согласились принять условия и послать воинов против шауни и делаваров. Однако Джонсон счёл нежелательным, чтобы сенека присоединялись к армии, из-за их недавней враждебности. 6 августа 1764 года между сенека и Британией был заключён официальный мир. В своём отчёте Гейджу Джонсон писал, что совет в форте Ниагара прошёл успешно, и индейцы, включая вождей сенека, пошли на все выдвинутые им условия.

### Экспедиции Брэдстрита и Буке
Так как Понтиак с союзниками всё ещё оставались независимыми и не подписывали договор с британцами, Гейдж решил готовиться к новой кампании. Заключив мир с сенека и обезопасив территорию вокруг форта Ниагара, британцы предприняли две военные экспедиции. Первая экспедиция, возглавляемая полковником Джоном Брэдстритом, должна была переправиться через озеро Эри и заняться племенами Великих озёр. Вторая, возглавляемая Анри Буке, должна была выступить к западу от форта Питт и атаковать селения делаваров и шауни вдоль рек Сайото и Маскингум. В конце 1763 года были отправлены письма провинциальным правительствам с запросом о помощи.
Брэдстрит покинул форт Шлоссер 6 августа 1764 года с 1200 солдатами и ополченцами, и 250 союзными индейцами, завербованными Уильямом Джонсоном. Его флотилия состояла примерно из 60 вельботов и такого же количества каноэ. Через несколько дней армада Брэдстрита остановилась у форта Преск-Иль, где он встретился с вождями минго, вайандотов, шауни и западных делаваров, среди которых присутствовал и Гайасута. Вожди заверили его, что отозвали своих воинов с фронтира и пришли сюда заключить мирный договор. Брэдстрит не стал уточнять полномочия послов и решил заключить соглашение, к тому же он предложил им условия мира, даже не посовещавшись с ирокезами. Гейдж, Буке и Джонсон были изумлёны и разъярены, когда до них дошли новости о том, что сделал полковник. Главнокомандующий британской армией отказался признавать договор с индейцами, считая, что Брэдстрита обманули. Буке счёл глупостью, что Брэдстрит заключил соглашение в то время, когда две армии после стольких трудностей должны были атаковать индейцев в сердце их страны. Джонсон возмутился, что полковник заключил договор, игнорируя департамент по делам индейцев, вождей ирокезов и его самого. Подозрение Гейджа в том, что полковника обманули, возможно, было верным — индейцы не вернули пленных, а западные делавары и шауни продолжили нападать на поселения колонистов.
В ожидании ратификации договора Брэдстрит продолжил свой путь в форт Детройт, не подозревая, что его несанкционированная дипломатия удивила и разозлила его руководство. Возле устья реки Моми он сделал небольшую остановку и попытался связаться с вождями местных племён, но смогли явиться лишь некоторые лидеры майами, оттава и оджибве. Брэдстрит объявил им, чтобы они и другие вожди прибыли в форт Детройт, где он обсудит с ними условия мирного соглашения. Он также решил отправить посланцев в Иллинойс, чтобы договориться с тамошними лидерами. Это было признание полковника, что британская армия не имела шансов оккупировать Верхнюю Луизиану без согласия местных племён.  Брэдстрит считал, что такие действия будут более безопасным способом выполнить данные ему приказы, чем воевать с индейцами на дальних рубежах колонии. Он поручил эту задачу капитану Томасу Моррису и вручил ему письмо для командующего фортом де Шартр с требованием его защиты и помощи в искоренении ложной информации о грядущей поддержке от Франции, которая произвела смуту среди индейцев и французских поселенцев. 27 августа Брэдстрит прибыл в форт Детройт, а через четыре дня он получил пояс от Понтиака с предложением заключить мир после встречи с Моррисом. В попытке дискредитировать Понтиака полковник разрезал и бросил в реку пояс мира, который вождь оттава отправил ему в форт. В начале сентября Брэдстрит заключил мир с местными группами оттава и оджибве, и британская армия вновь заняла военные посты в регионе.
Анри Буке с самого начала кампании не проявлял оптимизма насчёт совместных действий с Брэдстритом, как того желал Гейдж. Он считал, что вряд ли сможет координировать свои операции с полковником, учитывая расстояние между ними. К середине августа армия Буке достигла форта Лаудон, где его основной задачей была организация поставки припасов в форт Питт, подготовка наступления на начало октября. По мере того как различные отряды ополченцев прибывали в форт Питт, туда же явились и несколько послов делаваров, выразив стремление к миру. Буке встретился с ними и заявил, что не намерен свёртывать свою экспедицию, но готов дать им шанс предотвратить их полное уничтожение. Когда армия была достаточно укомплектована и обеспечена, он решил, что справится с любой ситуацией без помощи Брэдстрита, и 3 октября 1764 года выступил из форта Питт. Следующие дни его войско передвигалось по холмистой местности, строя мосты и биваки по мере продвижения.
Добравшись до реки Таскаровас, его разведчики обнаружили поблизости несколько селений индейцев. Положение минго, западных делаваров и шауни было критическим — у них отсутствовали боеприпасы, чтобы сражаться, но и бежать они не могли, так как тогда бы они остались без продовольствия перед наступлением зимы. Поэтому они отправили посланников с сообщением о желании переговоров, в ответ Буке предложил встретиться 16 октября у реки Маскингум. Он также приказал своим людям построить защитный частокол на время переговоров. На совете, который начался 17 октября из-за опоздания лидеров шауни, Буке потребовал, чтобы племена Огайо вернули всех пленных и прекратили свои набеги на фронтире. Он также добавил, что они немедленно должны принять все его требования, поскольку племена Великих озёр заключили мир, а конфедерация ирокезов сражается на стороне британцев. К 5 ноября вожди племён неохотно передали более двухсот пленных, многие из которых были приняты в индейские семьи. Буке под охраной отправил возвращённых пленных в форт Питт, предприняв все необходимые меры предосторожности, чтобы не позволить им ускользнуть обратно к своим приёмным семьям. Обсудив все условия, Буке 18 ноября отправился в обратный путь. Минго, западные делавары и шауни согласились принять участие в официальной мирной конференции с Уильямом Джонсоном в следующем году, поскольку, по условиям соглашения, лишь после этого с ними будет возобновлена торговля.

## Завершение восстания

### Экспедиция Лофтуса
Несмотря на то, что с племенами Великих озёр и долины реки Огайо был заключён мирный договор, и восстание, по сути, закончилось экспедициями Брэдстрита и Буке, Гейджу ещё многое предстояло сделать, чтобы мир между Британией и коренными американцами утвердился по-настоящему. Оставались ещё три большие группы на западе, которые продолжали противодействовать британскому контролю над землями, формально переданными Францией. Первая группа состояла из конфедерации иллинойсов, в которую входили пеория, каскаския, кахокия, мишигамея и тамароа. Во вторую группу входили племена веа, кикапу, майами, маскутены и пианкашо. Третья группа была смешанной и состояла из потаватоми Сен-Жозефа, оттава Понтиака и оджибве Большого Прыгуна. Кроме того, в некоторых племенах существовали небольшие фракции, такие как община вождя шауни Шарло Каске, которые не хотели иметь никаких дел с британцами.
Эти индейцы ещё надеялись, что Франция придёт им на помощь. Отправив две экспедиции в Огайо, Гейдж не мог послать ещё одно войско в Иллинойс через земли враждебных племён. В январе 1764 года он приказал майору Роберту Фармару, командующему фортом Мобил, отправить солдат в Верхнюю Луизиану по реке Миссисипи. 27 февраля того же года выступила экспедиция майора Артура Лофтуса, состоявшая из 320 человек. Примерно в двухстах милях выше Нового Орлеана на британцев напал отряд индейцев туника и чокто, вынудив Лофтуса возвратиться. К концу 1764 года враждебность индейцев к британцам в Верхней Луизиане оставалась сильна как прежде. Ситуация не улучшилась и в начале следующего года, когда к коалиции Понтиака решили присоединиться куапо — воины этого племени обследовали берега Миссисипи в поисках британцев. Гейдж был вынужден признать, что оккупация Иллинойса может быть осуществлена только дипломатическим путём.

### Миссия Крогана и Фрейзера
Мир, заключённый с делаварами и шауни, означал, что британцы теперь могут достигнуть Верхней Луизианы и по реке Огайо, чтобы добиться мирного договора от Понтиака. Такое предложение выдвинул Джонсон, Гейдж согласился с ним. Самой подходящей кандидатурой для этой миссии оказался Джордж Кроган, заместитель Джонсона, который его и предложил. Кроган должен был вступить в контакт с Понтиаком и индейскими племенами, которые до этого были недостижимы для предложений мира. Это казалось единственным выходом, поскольку рассматривать силовой вариант Гейдж отказался. Фактически главный представитель Британии в Северной Америке просил у коренных жителей разрешение занять бывшие французские форты. Дипломатия, а не сила, более чем когда-либо стала важнейшим способом достижения целей британской политики. Сопровождать Крогана добровольно вызвался лейтенант Александр Фрейзер, хорошо говоривший по-французски. Послы должны были обязательно заключить мирный договор с Понтиаком и местными племенами, уточнив при этом, что за совершённые ими в ходе восстания деяния британцы не станут требовать возмездия.
Кроган и Фрейзер покинули Филадельфию в середине февраля 1765 года, закупив большое количество разнообразных подарков для индейцев, и направились в форт Питт. Достигнув аванпоста 28 февраля, они отправили Понтиаку пояс мира в район реки Моми. Миссия была вынуждена задержаться, так как на конвой с подарками напали пенсильванские колонисты, которые были разъярены, узнав что индейцам полагаются бесплатные товары. Кроган решил остаться в форте и дожидаться послов от делаваров и шауни, без которых, как он считал, будет невозможно заключить мир. Фрейзер запросил у него разрешения выступить в одиночку, поскольку его инструкции требовали, чтобы он достиг Иллинойса в начале апреля. Кроган неохотно согласился, отправив с ним переводчика и несколько сенека, вайандотов и шауни. Прибыв в форт Шартр 17 апреля, Фрейзер доставил письмо Гейджа Сент-Анжу, местному командующему, объяснив цель своей миссии. На следующий день он провёл переговоры с представителям нескольких местных племён и Понтиаком. Узнав о перемирии между Буке и индейцами Огайо и получив подтверждение от Сент-Анжа, что поддержка от Франции исключена, вождь оттава стал более благосклонен к идее о заключении мира.

### Договор с Понтиаком
28 апреля 1765 года в форт Шартр прибыло большое число потаватоми, кикапу, маскутенов и оджибве. Они пришли в ответ на военные пояса, разосланные Понтиаком прошлой осенью. Вождь оттава поставил их лидеров в известность об изменении ситуации и объяснил причины появления Фрейзера. Вожди были недовольны визитом британца, но обещали следовать совету Понтиака. Прибытие воинственно настроенных индейцев ставило Понтиака в затруднительное положение, поэтому он предложил Фрейзеру отправиться на поиски Крогана. Они добрались до Каскаскии, когда были получены сведения, что несколько иллинойсов убито британцами и чероки. Обстановка накалилась, но Понтиак со своими людьми смог защитить Фрейзера от мести местных индейцев. Вскоре в Каскаскию прибыл непримиримый вождь шауни Каске и снова внёс сумятицу в вопросе войны и мира. Понтиак смог вновь защитить Фрейзера, не позволив его убить. В этой нестабильной ситуации вождь решил возобновить поиски Крогана, но Фрейзер отказался его сопровождать, и 29 мая отбыл в Новый Орлеан. Хотя он и Сент-Анж убедили Понтиака в преимуществах мира, твёрдого взаимопонимания достигнуто так и не было.
Кроган оставался в форте Питт в ожидании послов делаваров и шауни, последние из которых смогли прибыть лишь 15 мая. В тот же день он отправился в путь и 23 мая достиг селения шауни на реке Сайото, где индейцы вернули несколько пленников. 8 июня его отряд подвергся внезапному нападению воинов кикапу и маскутенов, которые отобрали большинство вещей и убили троих шауни, а сам Кроган был ранен. Впоследствии нападавшие утверждали, что приняли их за чероки и были ошеломлены, обнаружив среди людей Крогана шауни и делаваров. Остальные племена уобашской конфедерации отстранились от нападения — пианкашо и веа осудили кикапу и маскутенов, посоветовав им позаботиться о Крогане и его людях. Так как форт Уитенон находился ближе, Кроган решил встретиться с Понтиаком и другими вождями там. Обсудив все условия предстоящего договора, он отправился в форт Детройт для проведения конференции с лидерами племён. Начиная с 18 августа 1765 года, Кроган возобновил договорённости с вождями индейцев. Понтиак объявил на встрече, что он заключает мир с британцами, и велел передать эту информацию Уильяму Джонсону и королю Великобритании. Он также пообещал делать всё возможное для нового взаимопонимания. Понтиак внёс решающий вклад в заключение мирного договора в то время, когда вожди, подобные Шарло Каске, могли втянуть племена в новую войну. Это свидетельствует и подтверждает размах его влияния на все индейские народы региона Великих озёр. Благодаря достигнутым новым соглашениям, британцы, наконец, могли занять форты в Верхней Луизиане. Это вряд ли можно было назвать капитуляцией Понтиака — земли не были уступлены, многие пленные не были возвращены, а лидеры коренных американцев не понесли никакого наказания.
Самые непримиримые вожди индейцев, во главе с Шарло Каске, отказались признавать британский суверенитет и пытались спровоцировать конфликт, чтобы помешать британцам занять бывшие французские военные посты в Иллинойсе, но их затея провалилась. После передачи форта Шартр британцам, Сент-Анж пересёк Миссисипи, чтобы построить новый форт для защиты зарождавшихся поселений. Община Каске также покинула Иллинойс и присоединилась к французам.

## Итоги и последствия

### Итоги
Если ранние историки считали индейцев проигравшей стороной, то современные исследователи рассматривают исход восстания как военный тупик — коренные американцы не смогли изгнать британцев со своих земель, в свою очередь, британцам не удалось силой навязать им свои условия. На протяжении всего восстания индейцы зачастую были ближе к успеху, нежели осознавали, поскольку положение британцев никогда не было прочным. Племена Великих озёр и долины Огайо вынуждены были заключить мир с Брэдстритом и Буке из-за нехватки боеприпасов. Но индейцы Уобаша и Иллинойса, как и Понтиак со своими людьми, остались непокорёнными. Даже летом 1765 года, спустя два года после начала восстания, Понтиака поддерживали существенные силы, а он сам был готов продолжать борьбу за свободу коренных американцев. Результатом стал основанный на компромиссе мир, покончивший с конфликтом, который ни одна из сторон не могла выиграть на собственных условиях.
Попытки Амхерста переломить ход восстания потерпели явный провал. Буке оказался на грани поражения при освобождении форта Питт, Дэлиелл погиб, пытаясь прервать осаду форта Детройт, гарнизон форта Ниагара был разгромлен при Дэвилс-Хоул, а экспедиция Уилкинса потерпела фиаско. Регулярная армия представляла собой лишь малую часть той, которая победила французов, а подкреплений не ожидалось, так как казна Короны была опустошена предыдущей войной. Колониальные власти также не особо стремились пополнить ряды регулярной армии ополченцами — большинству населения востока и атлантического побережья была безразлична судьба фронтира. Представители британского правительства вынуждены были просить у лидеров племён согласия на оккупацию французских военных постов. Как обнаружил Гейдж, его способность контролировать события за Аллеганскими горами зависела от необходимости сотрудничества с коренными народами. Индейцы одержали своего рода победу, вынудив британские власти отказаться от политики Амхерста и наладить с ними отношения по образцу франко-индейского альянса.

### Потери
Точные потери конфликтующих сторон в ходе боевых действий установить невозможно. От трёхсот до четырёхсот британских солдат были убиты в бою и около пятидесяти были захвачены в плен и замучены до смерти.
Джордж Кроган подсчитал, что 2000 поселенцев были убиты или захвачены в плен. Набеги индейцев вынудили около 4000 поселенцев из Пенсильвании и Виргинии покинуть свои дома.
Потери коренных американцев остались неизвестны, но, по оценкам, в боях погибло не менее двухсот воинов; если считать, что попытка заражения в форте Питт дала результаты, то цифры будут значительно выше. Затяжная война с британцами привела к социальному и экономическому кризису многие индейские общины. Репатриация белых пленников делаварами и шауни была особенно тяжёлой, поскольку ускорила снижение их численности.

### Расовые проблемы
Одной из причин восстания были расистские предрассудки британских военных и колонистов. Многие офицеры британской армии относились к коренным американцам с пренебрежением, а большинство поселенцев считало их дикарями и язычниками, которые мешали  экспансии на запад. В отличие от британцев, французы вели себя с индейцами на равных, как признавал Джордж Кроган — «Французы всегда принимали обычаи и манеры индейцев, и обращались с ними вежливо... Они завоевали их сердца». Высокомерие британцев было необъяснимым и отталкивающим и вызывало ответную реакцию у коренных народов. В результате, по словам Диксона, «Война Понтиака была беспрецедентной по своему ужасному насилию, поскольку обе стороны, казалось, были опьянены фанатизмом геноцида». Рейды делаваров и шауни на окраинах Пенсильвании и Виргинии породили стремление колонистов вооружаться и формировать отряды вигилантов для самозащиты. Дикая жестокость особенно проявилась на фронтире, где убийства индейцами поселенцев и действия «парней из Пакстона» историк Дэниел Рихтер характеризовал как примеры этнических чисток.
Британские власти пришли к выводу, что надо разделить колонистов и индейцев, чтобы избежать дальнейшего насилия, и провели границу по водоразделу Аллеганских гор в соответствии с Королевской декларацией 1763 года. Была создана огромная индейская резервация, которая простиралась от Аппалачей до реки Миссисипи, и от Флориды до Квебека. Историк и профессор Колин Кэллоуэй считает, что «Королевская прокламация отражала представление о том, что сегрегация, а не взаимодействие должны характеризовать отношения между индейцами и белыми». Большинство вождей коренных народов приветствовало эту идею как возможность мирного сосуществования обеих рас. К несчастью для индейцев, часть границы была оставлена на усмотрение Джонсона, который определил её с учётом собственных финансовых и политических выгод. Он утверждал, что разделение будет эффективно, только если учесть потребности британских колонистов, а это неизбежно подразумевало новые захваты индейских территорий и новые расовые конфликты.

### Последствия
Последствия восстания Понтиака оказались долговременными. Поскольку в Королевской декларации официально признавалось, что коренные народы имеют определённые права на территории, которые они занимали, её назвали «Биллем о правах индейцев», и она до сих пор принимается во внимание в отношениях между канадским правительством и аборигенным населением Америки. Декларация не смогла полностью остановить движение белого населения на запад, но создала проблемы крупным земельным кампаниям. Акт Короны воспринимался многими британскими колонистами как несправедливость, допущенная по отношению к ним, и породил разочарование в действиях Лондона. Декларация лишала их западных территорий, которые они считали свободными для заселения после окончания войны с Францией. Попытки британского правительства признать право индейцев на их земли привели к недовольству и отчуждению поселенцев североамериканских колоний, подорвали их привязанность к метрополии и способствовали началу Американской революции.
Для коренных американцев восстание Понтиака продемонстрировало возможности межплеменного сотрудничества в борьбе против евроамериканской колониальной экспансии. Хотя конфликт разделил некоторые племена, он также стал свидетельством первого масштабного сопротивления европейской колонизации в Северной Америке и первой войной между европейцами и индейцами, которая не закончилась полным поражением коренных народов. Усилия Понтиака и его союзников привели к тому, что восстание не окончилось карающим миром, подобным тем, которые обычно следовали после таких бунтов. Вместо этого лидеры индейцев принимались как друзья и союзники в фортах и резиденциях британцев. Когда в соответствии с договором в форте Стэнуикс в 1768 году британские власти приобрели у конфедерации ирокезов территории к югу от реки Огайо, шауни и минго, которые охотились на этих землях, отказались к нему присоединиться и началась новая война. Во второй половине XVIII века коренным американцам недоставало и людских ресурсов, и технологических, чтобы преуспеть в затяжных конфликтах. Но с началом войны за независимость США появилась возможность приобретения сильного союзника уже в лице Британии, которая как и прежде Франция, нуждалась в индейских воинах против гораздо более многочисленных евроамериканцев. Спустя десятилетия после попытки Понтиака защитить права коренного населения, индейцы создали новые коалиции и продолжили бороться за свои земли. Вожди коренных американцев, такие как Джозеф Брант, Александр Макгилливрей, Синяя Куртка, Маленькая Черепаха, Текумсе и Чёрный Ястреб, сформировали новые индейские союзы и возродили сопротивление под эгидой британцев.

### Статьи
- Ashbacker, Rick. Indian War WOCOKA: Pontiac's Siege at Fort Detroit (англ.) // Military Collector & Historian. — Rutland, Massachusetts: Company of Military Historians, 2020. — Vol. 72, iss. 4. — P. 365—379. — ISSN 0026-3966.
- Fenn, Elizabeth A. Warfare in Eighteenth-Century North America: Beyond Jeffery Amherst (англ.) // Journal of American History. — Oxford: Oxford University Press, 2000. — Vol. 86, iss. 4. — P. 1552—1580. — ISSN 0021-8723. — doi:10.2307/2567577. — JSTOR 2567577.
- Mayor, Adrienne. The Nessus Shirt in the New World: Smallpox Blankets in History and Legend (англ.) // The Journal of American Folklore. — Champaign, Illinois: University of Illinois Press, 1995. — Vol. 108, iss. 427. — P. 54—77. — ISSN 0021-8715. — doi:10.2307/541734. — JSTOR 541734.
- Ranlet, Philip. The British, the Indians, and Smallpox: What Actually Happened at Fort Pitt in 1763? (англ.) // Pennsylvania history. — Penn State University Press, 2000. — Vol. 67, iss. 3. — P. 427—441. — ISSN 0031-4528. — JSTOR 27774278.